# 2-甲基-2-丁醇
2-甲基-2-丁醇，或稱叔戊醇，学名结构式(CH3)2C(OH)CH2CH3。

## 性质
无色液体。易燃，燃烧时具有类似樟脑的气味。溶于8倍的水，水溶液对石蕊呈中性。与乙醇、乙醚、氯仿、苯、甘油和油类混溶。有中等毒性，对呼吸系统、眼、鼻有刺激作用。

## 制备
乙炔与丙酮经炔酮化反应生成乙炔基异丙醇，后者经分离、加氢和精馏，得叔戊醇。
{\displaystyle \ CH_{3}COCH_{3}+HC\!\equiv \!CH\rightarrow (CH_{3})_{2}C(OH)C\!\equiv \!CH}{\displaystyle \ {\xrightarrow[{Ni}]{+2H_{2}}}\ (CH_{3})_{2}C(OH)CH_{2}CH_{3}}

## 用途
用于制取香料、增塑剂、彩色胶片成色剂、浮选剂和溶剂等，也用作液压油、润滑油等石油产品的添加剂。